# Anders Lysgaard
Anders Lysgaard (15. august 1756 i Biri – 24. maj 1827) var en norsk bonde og politiker.
Han var som repræsentant for Christians Amt medlem af Rigsforsamlingen på Ejdsvold og af det overordentlige Storting i 1814; af Henrik Wergeland er han der karakteriseret som "en ægte Bondemagnat". Han sluttede sig til Selvstændighedspartiet.
Slægten stammer fra gården Lysgaard i Fåberg ved Lillehammer; Lysgaard selv boede på den store gård Svenæs i Biri, i hvilket præstegæld han var lensmand. Ved sin omhu for vejarbejdet, der i hans tid tog et stærkt opsving, indlagde han sig store fortjenester af sit specielle distrikt. Han påskønnedes herfor med en af staten skænket sølvkande og blev Dannebrogsmand. Han døde 24. maj 1827.